# 二氢化锆
二氢化锆是一种无机化合物，化学式为ZrH
2，它是锆的氢化物之一，为灰色至黑色的固体。

## 制备与反应
二氢化锆可由锆粉和氢气在600 °C反应，或由二氧化锆、氯化镁和镁在620~750 °C氢气气氛中加热得到。
它和二(五甲基环戊二烯基)钡、叔丁基硫醇反应，可以得到三硫代锆酸钡。它和铝、石墨反应，可以得到Zr2AlC、ZrC和Zr3AlC2等化合物。